# Xã South Green, Quận Polk, Missouri
Xã South Green (tiếng Anh: South Green Township) là một xã thuộc quận Polk, tiểu bang Missouri, Hoa Kỳ. Năm 2010, dân số của xã này là 430 người.